# 青木航空機墜落事故
青木航空機墜落事故（あおきこうくうきついらくじこ）は、1954年9月25日もしくは9月26日未明に発生した航空事故である。墜落した機体はアジア航測がチャーターした便だった。

## 概要
林野庁は、1954年5月に北海道支笏湖周辺で発生した風倒木被害の航空写真撮影をアジア航測に依頼。アジア航測は、青木航空のビーチクラフト C18をチャーター。1954年9月25日、丘珠空港を目指して羽田空港を出発した。当日は、洞爺丸台風が想定以上の速さで接近しており天候は急速に悪化、北海道への飛行をあきらめ羽田空港へ引き返す途中、福島県楢原町（現下郷町）結能峠付近に墜落した。飛行機の捜索は航空機や巡視船を動員して行われたが見つからず、翌月10月9日、楢原町の住民により墜落した機体が発見された。青木航空のパイロット2人、アジア航測社員2人、日本林業技術協会職員1人、林野庁職員1人の乗員・乗客全員が死亡。

## その他
- 青木航空は、1956年に日本遊覧航空、1961年に藤田航空と社名が変わり、後に全日空に吸収合併されている。
- 飛行目的地であった支笏湖周辺は、洞爺丸台風の強風により風倒木被害が一気に拡大。壊滅的被害を受けた[5]。